# Катарина Строжова
Катарина Строжова (словац. Katarína Strožová; нар. 13 лютого 1986, Скаліца, Чехословаччина) — словацька футболістка, нападниця.

## Клубна кар'єра
На юнацькому рівні розпочала займатися в словацькій «Іскрі» (Голич) та чеській ОФС (Годонін). Після того, як вона три роки виступала в юнацькій команді за ОФС (Годонін), у 2003 році перейшла до дорослої команди тодішнього клубу другого дивізіону «ДФК Отроковіце». У сезоні 2003/04 років вона підвищилася в класі, ще два роки грала у вищому дивізіоні за «ДФК Комплекс Отроковіце», а восени 2006 року перейшла в «Словацко».

## Кар'єра в збірній
24 листопада 2006 року отримала перший виклик до жіночої збірної Словаччини, після чого перебувала в розширеному списку національної команди. Востаннє футболку національної команди одягала 25 серпня 2010 року в програному (0:2) виїзному поєдинку групи 2 кваліфікації чемпіонату світу 2011 року проти Білорусі.